# Djibi Seck
Djibi Seck (7 maart 2004) is een Senegalees voetballer die sinds 2023 uitkomt voor KV Kortrijk.

## Carrière
Seck maakte in 2023 de overstap van Espoirs de Guédiawaye naar de Belgische eersteklasser KV Kortrijk, waar hij een contract voor twee seizoenen met optie op twee extra seizoenen ondertekende. Op 21 oktober 2023 maakte Seck zijn officiële debuut in het eerste elftal van de club: in de competitiewedstrijd tegen Club Brugge (1-0-zege) liet trainer Glen De Boeck hem in de 76e minuut invallen voor doelpuntenmaker Isaak Davies. Op 30 januari 2024 opende Seck tijdens zijn zesde invalbeurt, ook al tegen Club Brugge, zijn doelpuntenrekening voor KV Kortrijk: diep in de blessuretijd legde hij de 3-3-eindscore vast.

## Clubstatistieken
| Seizoen | Club                | Land            | Competitie      | Competitie | Competitie | Beker | Beker | Supercup | Supercup | Internationaal | Internationaal | Totaal | Totaal |
| Seizoen | Club                | Land            | Competitie      | Wed.       | Dlp.       | Wed.  | Dlp.  | Wed.     | Dlp.     | Wed.           | Dlp.           | Wed.   | Dlp.   |
| ------- | ------------------- | --------------- | --------------- | ---------- | ---------- | ----- | ----- | -------- | -------- | -------------- | -------------- | ------ | ------ |
| 2023/24 | KV Kortrijk         | Vlag van België | Eerste klasse A | 6          | 1          | 1     | 0     | —        | —        | —              | —              | 7      | 1      |
| 2024/25 | → KSC Lokeren-Temse | Vlag van België | Eerste klasse B | 1          | 0          | 1     | 0     | —        | —        | —              | —              | 2      | 0      |
| Totaal  | Totaal              | Totaal          | Totaal          | 7          | 1          | 2     | 0     | 0        | 0        | 0              | 0              | 9      | 1      |